# Scytodes drakensbergensis
Scytodes drakensbergensis là một loài nhện trong họ Scytodidae.
Loài này thuộc chi Scytodes. Scytodes drakensbergensis được George Newbold Lawrence miêu tả năm 1947.